# Панкратовский (Воронежская область)
Панкратовский — посёлок в Аннинском районе Воронежской области России.
Входит в состав Старотойденского сельского поселения.

## Население
| 2000 | 2005 | 2010 |
| ---- | ---- | ---- |
| 31   | ↘28  | ↘20  |

## География

### Улицы
- ул. Панкратовская.